# Huamelulpan

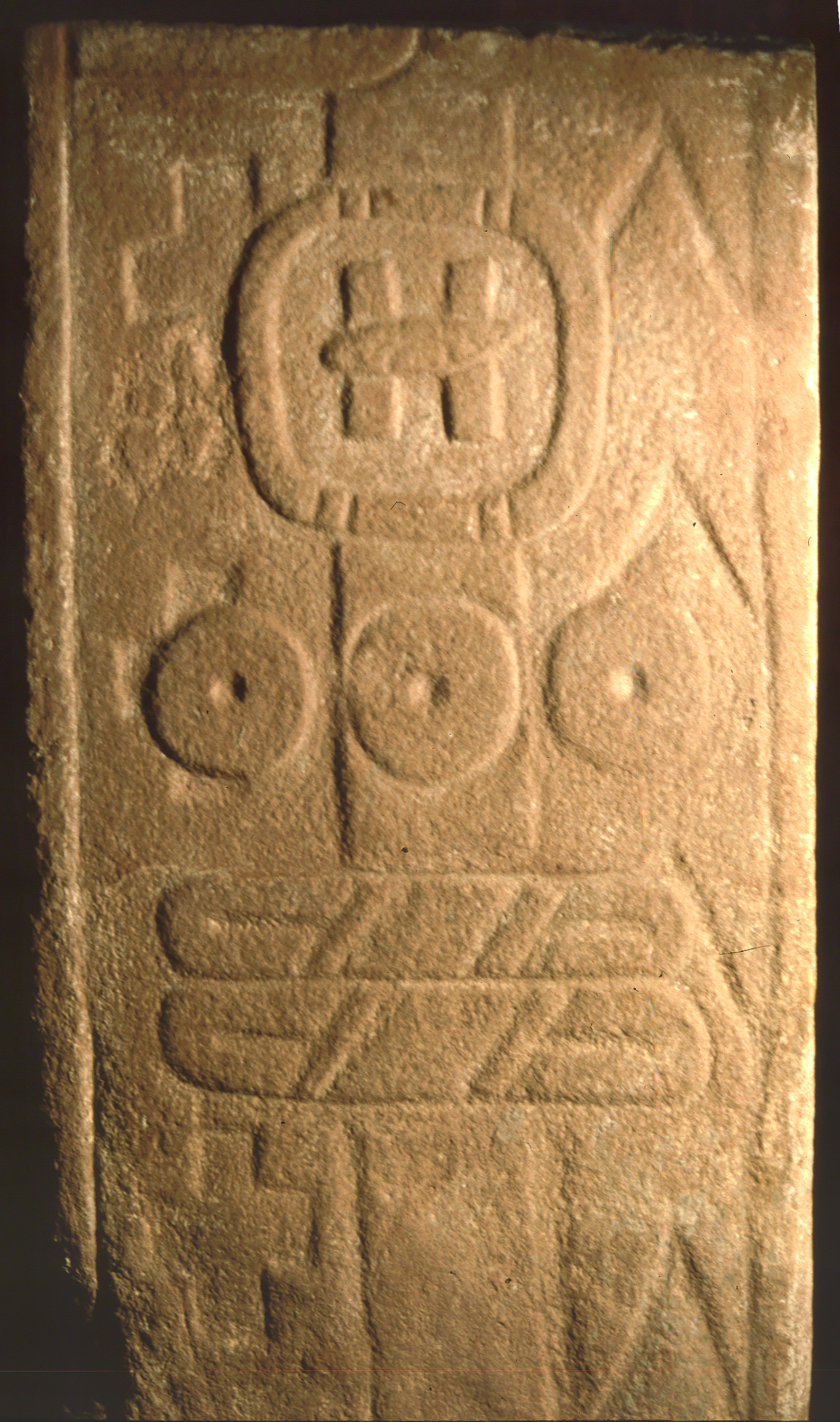
Huamelulpan, Oaxaca, México. Stela.

Huamelulpan es el nombre de una zona arqueológica mixteca localizada en el noroeste del estado mexicano de Oaxaca. Por sus dimensiones debió ser una de las mayores urbes mesoamericanas de su tiempo, y también fue una de las que presenta una más larga ocupación, desde el Preclásico hasta el Posclásico. El período de apogeo de esta ciudad corresponde a la fase Ramos (ss. V a. C.-II d. C.), época de conformación de las sociedades urbanas en Mesoamérica.

## Toponimia
Huamelulpan es un nombre de origen náhuatl, lengua que no fue hablada por los fundadores de la urbe. Su nombre nativo es Yucunindaba, que quiere decir Cerro que voló. En otra interpretación, Jansen y Pérez Jiménez sostienen que el nombre nativo es Yucunundaua, que se traduce como Cerro de las columnas de madera.